# HK Dynamo Sankt Petersburg
Der HK Dynamo Sankt Petersburg (von 1946 bis 1971 Dynamo Leningrad; russisch Хоккейный клуб Динамо Санкт-Петербург) ist ein russischer Eishockeyclub aus Sankt Petersburg. Zwischen 1946 und 1954 nahm er an der höchsten Spielklasse der Sowjetunion teil, der Klass A. 1971 wurde der Verein aufgelöst und erst 2013 neu gegründet.

## Geschichte
Der Verein wurde 1946 gegründet und in die Klass A aufgenommen. Die beste Platzierung des Klubs wurde in der Saison 1947/48 erreicht, als das Team die Meisterschaft mit dem fünften Platz beendete. 1954 stieg Dynamo aus der ersten Liga ab und spielte bis zur Auflösung des Klubs 1971 in der Klass B respektive der Leningrader Stadtmeisterschaft. Zudem nahm der Verein mehrfach am sowjetischen Pokalwettbewerb teil.
2013 wurde der Verein auf Basis des Nachwuchsvereins SDJuSchOR Dynamo Sankt Petersburg wiederbelebt und stellte sofort eine Mannschaft in der Molodjoschnaja Chokkeinaja Liga. Seit 2013 betreibt der Verein zudem eine Frauenmannschaft, die seit 2015 in der höchsten Fraueneishockeyliga, der Schenskaja Hockey-Liga, spielt.
Zur Saison 2016/17 wurde die neu gegründete Herrenmannschaft von Dynamo in die zweite russische Spielklasse, die Wysschaja Hockey-Liga, aufgenommen. Dabei fungierten das Junioren- und Herrenteam von Dynamo als Farmteams des HK Sotschi. Zur Saison 2017/18 wurde eine Kooperation mit dem HK Witjas gestartet.

## Trainer
- Walentin Fedorow (1946–1950)
- A. Semjonow (1950–1952)
- Wladimir Lapin (1952–1954)